# Mystides dayi
Mystides dayi är en ringmaskart som beskrevs av Hartmann-Schröder 1979. Mystides dayi ingår i släktet Mystides och familjen Phyllodocidae. Inga underarter finns listade i Catalogue of Life.